# 岡田祥嗣
岡田 祥嗣（おかだ よしつぐ、1971年10月16日 - ）は、日本中央競馬会 (JRA) の騎手。
父は福山競馬場の元厩務員。中央競馬に所属している騎手としては少数派である高校卒業者である。

## 来歴
盈進高校卒業後に地方競馬教養センター短期騎手課程に第22期生として入る。同期は岩田康誠ら。
地方競馬の福山競馬場高本修一厩舎に所属して1991年7月27日、福山競馬第6競走（アラブ系C2条件戦）でレース初騎乗（騎乗馬はシズヒロヒカリ、8頭立て7番人気6着）。同年8月15日、福山競馬第2競走（アラブ系3歳一般戦）でアレッポランク（9頭立て2番人気）に騎乗し、初勝利を挙げる。
1992年8月9日、第7回全日本新人王争覇戦出場（10人中8位）。
デビューして数年で福山競馬のリーディング上位に定着し、1999年、2001年、2003年、2006年にはリーディングジョッキーとなる。
2008年2月24日、京都競馬第7競走（3歳500万下）でウルトラエナジーに騎乗（16頭立て11番人気16着）し、中央競馬初騎乗。同年3月1日、福山競馬第9競走でユノギャラクシアに騎乗し、地方競馬通算1500勝を達成。
高知競馬場と福山競馬場の所属騎手により争われる「スタージョッキーシリーズ」では、2007年7月と2009年3月の2度総合優勝している。両競馬場の連携により高知競馬場での騎乗機会が増え、2010年には重賞の黒潮マイルチャンピオンシップでも優勝した。
2010年6月20日、福山競馬第9競走のくちなしの花特別（A3）でナリタブラック（8頭立て2番人気）に騎乗し、地方競馬通算1700勝を達成した。
これまでにもJRA挑戦の試験を受け続けていたが、2011年には日本中央競馬会(JRA)移籍を目指すことを発表し、同年の一次試験に合格したが、二次試験で不合格となった。翌2012年も受験し一次試験、二次試験ともに合格した。9回目での合格であった。2013年3月1日付でJRAの騎手となる。所属は笹田和秀厩舎で、笹田とは高校の先輩後輩の間柄であり、さらに「サッカー部の主将」という共通点もあって、20年近くに渡って親交がある。
地方通算成績は12714戦1968勝・2着1726回・3着1552回・勝率15.5・連対率29.1%（2013年2月28日現在）。
2013年5月11日、京都競馬場で行われた第10競走彦根ステークス（3歳上・1600下）で、リュンヌに騎乗（2番人気）し移籍後73戦目にしてJRA初勝利を挙げた。
2014年3月1日、所属の笹田厩舎を離れフリーとなる。
2020年5月17日、ヴィクトリアマイルでメジェールスーに騎乗し、移籍7年目でGI初騎乗（16頭立て14番人気16着）。

## 受賞歴
- NARグランプリ優秀騎手賞（1999年、2000年、2003年）[17]
- 福山競馬フェアプレイ賞（2008年）[18]

## 騎手成績
|      |            | 日付          | 競馬場・開催  | 競走名             | 馬名             | 頭数 | 人気 | 着順 |
| ---- | ---------- | ------------- | ------------- | ------------------ | ---------------- | ---- | ---- | ---- |
| 地方 | 初騎乗     | 1991年7月27日 | 7回福山1日6R  | アラ系一般C2       | シズヒロヒカリ   | 8頭  | 7    | 6着  |
| 地方 | 初勝利     | 1991年8月15日 | 8回福山3日2R  | アラ系3才          | アレッポランク   | 9頭  | 2    | 1着  |
| 地方 | 重賞初勝利 | 1992年2月23日 | 18回福山2日9R | キングカップ       | イムラッドキング | 10頭 | 3    | 1着  |
| 中央 | 初騎乗     | 2008年2月24日 | 2回京都8日7R  | 3歳500万下         | ウルトラエナジー | 16頭 | 11   | 16着 |
| 中央 | 初勝利     | 2013年5月11日 | 3回京都7日    | 彦根ステークス     | リュンヌ         | 15頭 | 2    | 1着  |
| 中央 | 重賞初騎乗 | 2013年8月18日 | 2回小倉8日    | 北九州記念         | カラフルデイズ   | 15頭 | 14   | 9着  |
| 中央 | GI初騎乗   | 2020年5月17日 | 2回東京8日    | ヴィクトリアマイル | メジェールスー   | 16頭 | 14   | 16着 |

| 年度   | 1着 | 2着 | 3着 | 騎乗数 | 勝率 | 連対率 | 複勝率 |
| ------ | --- | --- | --- | ------ | ---- | ------ | ------ |
| 2008年 | 0   | 0   | 0   | 4      | .000 | .000   | .000   |
| 2013年 | 4   | 5   | 5   | 242    | .017 | .037   | .058   |
| 2014年 | 6   | 1   | 2   | 193    | .031 | .036   | .047   |
| 2015年 | 4   | 5   | 4   | 157    | .025 | .057   | .083   |
| 2016年 | 7   | 11  | 5   | 145    | .048 | .124   | .159   |
| 2017年 | 4   | 4   | 10  | 133    | .030 | .060   | .135   |
| 2018年 | 9   | 6   | 4   | 152    | .059 | .099   | .125   |
| 2019年 | 7   | 11  | 11  | 166    | .042 | .108   | .175   |
| 2020年 | 3   | 2   | 3   | 102    | .029 | .049   | .078   |
| 2021年 | 0   | 4   | 4   | 89     | .000 | .045   | .090   |
| 中央   | 44  | 49  | 48  | 1383   | .031 | .067   | .102   |

### 主な騎乗馬
- イムラッドキング（1992年キングカップ、1993年新春賞、ローゼンホーマ記念）
- ゴウドウトップラン（1995年クイーンカップ）
- ボールドインター（1997年ヤングチャンピオン）
- アキフジクラウン（1998年福山ダービー、鞆の浦賞、1999年ローゼンホーマ記念、福山桜花賞、福山菊花賞、2000年福山大賞典、全日本セイユウ賞アラブ大賞典）
- コピエ（1999年銀杯）
- ユノアウトロー（1999年ヤングチャンピオン）
- イクノシンプウ（2000年クイーンカップ）
- ギャラクシア（2000年ヤングチャンピオン）
- モナクマリン（2000年アラブ王冠）
- ドリーミング（2001年金杯）
- シュウホウウイーク（2001年福山3歳牝馬特別）
- モナクカバキチ（2002年銀杯）
- ムツミセンター（2004年九州アラブ栄冠）
- モナクラムセス（2006年新春賞）
- モナクリュウオー（2006年鞆の浦賞）
- イテオンウイーク（2007年新春賞）
- イケノスリリング（2007年福山アラブダービー、アラブ王冠）
- ウルトラエナジー（2008年クイーンカップ）
- モナクキララ（2008年福山チャンピオンシップ）
- ブラウンコマンダー（2009年福山マイラーズカップ）
- ファンドリコンドル（2009年福山スプリントカップ）
- ナリタブラック（2010年福山大賞典）
- ウィークリーショウ（2010年鞆の浦賞）
- ジョインアゲン（2010年黒潮マイルチャンピオンシップ）
- キングサラディン（2011年高知県知事賞）
- アグリノキセキ（2012年福山弥生賞）
- グランシュヴァリエ（2012年ファイナルグランプリ）
- サマースピード（2012年福山桜花賞）
- ミッドコサージュ（2012年福山3歳牝馬特別）
- キモンエンジェル（2012年鞆の浦賞）
- エンジェルフェイス（2018年新春ステークス）
- アイラブテーラー（2019年舞子特別） - デビューから4戦目までコンビを組む